# Anatas
Anatas (Haüy, 1799), chemický vzorec TiO2 (oxid titaničitý), je čtverečný minerál. Je to jedna ze tří v přírodě se vyskytujících modifikací oxidu titaničitého. Další dvě jsou: rutil a brookit. Název pochází z řeckého ánátasis – protažení, neboť jeho krystaly jsou více protažené, než tomu bývá u jiných čtverečných nerostů.

## Původ
Druhotný minerál vznikající přeměnou minerálů s obsahem titanu – v magmatických (granity, pegmatity, syenity, diority) a silně metamorfovaných horninách (ruly, svory). Typický pro alpské žíly v horninách s vyšším obsahem Ti (ruly, svory, fylity), kde tvoří krystaly v dutinách. Protože je odolný proti zvětrávání, nachází se také v rozsypech.

## Morfologie
Krystaly ve tvaru ostrých dipyramid, vzácně sloupečkovité nebo tabulkovité. Pseudomorfózy. Dvojčatí vzácně podle {112}.

## Vlastnosti
- Fyzikální vlastnosti: Tvrdost 5,5–6, křehký, hustota 3,9 g/cm³, štěpnost dokonalá podle {101}, lom lasturnatý.
- Optické vlastnosti: Barva: (tmavo)modrá, žlutá, červená, hnědá až černá, vzácně téměř bezbarvý. Lesk diamantový, mastný, polokovový, průhlednost: prosvítá až neprůhledný, vryp bílý.
- Chemické vlastnosti: Složení: Složení: Ti 59,94 %, O 40,06 %, příměsi Fe, Sn. Nerozpustný v kyselinách, před dmuchavkou se netaví.

## Parageneze
- brookit, rutil, titanit, ilmenit, hematit, křemen

## Využití
Výjimečně jako drahý kámen.

## Naleziště
Řídký výskyt
- Česko – Písek, Kutná Hora, Maršíkov, vrchol Pradědu, Krásněves, Krupka
- Slovensko – Klenovec
- Švýcarsko – Binnental, Sv. Gotthard, Sedrun
- Francie – Bourg d'Oisans (žluté krystaly)
- Norsko – Hardangervidda (tmavě modrá odrůda)
- USA – Beaver Creek v Coloradu
- JAR – Bothaville
- a další.